# La Tetilla
La Tetilla è un comune (corregimiento) della Repubblica di Panama situato nel distretto di Calobre, provincia di Veraguas. Si estende su una superficie di 54 km² e conta una popolazione di 400 abitanti (censimento 2010).